# Campionati del mondo di ciclismo su pista - Inseguimento individuale maschile
L'inseguimento individuale maschile è una delle prove inserite nel programma dei campionati del mondo di ciclismo su pista. Si corre dall'edizione iridata del 1946, benché fosse stato inizialmente incluso anche nel programma dell'edizione 1939, interrotta anticipatamente per via dell'inizio della Seconda guerra mondiale.
Inizialmente riservato ai professionisti e svolto sulla distanza dei 5000 m, dall'edizione 1993, in seguito all'unificazione delle categorie dilettanti e professionisti, si tiene come prova open sulla distanza dei 4000 m.

## Albo d'oro
Aggiornato all'edizione 2024.
| Anno | Vincitore           | Secondo            | Terzo                  |
| ---- | ------------------- | ------------------ | ---------------------- |
| 1946 | Gerrit Peters       | Roger Piel         | Arne Werner Pedersen   |
| 1947 | Fausto Coppi        | Antonio Bevilacqua | Hugo Koblet            |
| 1948 | Gerrit Schulte      | Fausto Coppi       | Antonio Bevilacqua     |
| 1949 | Fausto Coppi        | Lucien Gillen      | Wim van Est            |
| 1950 | Antonio Bevilacqua  | Wim van Est        | Paul Matteoli          |
| 1951 | Antonio Bevilacqua  | Hugo Koblet        | Kay Werner Nielsen     |
| 1952 | Sydney Patterson    | Antonio Bevilacqua | Lucien Gillen          |
| 1953 | Sydney Patterson    | Kay Werner Nielsen | Antonio Bevilacqua     |
| 1954 | Guido Messina       | Hugo Koblet        | Lucien Gillen          |
| 1955 | Guido Messina       | René Streheler     | Wim van Est            |
| 1956 | Guido Messina       | Jacques Anquetil   | Kay Werner Nielsen     |
| 1957 | Roger Rivière       | Albert Bouvet      | Guido Messina          |
| 1958 | Roger Rivière       | Leandro Faggin     | Franco Gandini         |
| 1959 | Roger Rivière       | Albert Bouvet      | Jean Brankart          |
| 1960 | Rudi Altig          | Willy Trepp        | Ercole Baldini         |
| 1961 | Rudi Altig          | Willy Trepp        | Leandro Faggin         |
| 1962 | Henk Nijdam         | Leandro Faggin     | Peter Post             |
| 1963 | Leandro Faggin      | Peter Post         | Henk Nijdam            |
| 1964 | Ferdinand Bracke    | Leandro Faggin     | Ercole Baldini         |
| 1965 | Leandro Faggin      | Ferdinand Bracke   | Dieter Kemper          |
| 1966 | Leandro Faggin      | Ferdinand Bracke   | Dieter Kemper          |
| 1967 | Tiemen Groen        | Hugh Porter        | Leandro Faggin         |
| 1968 | Hugh Porter         | Ole Ritter         | Leandro Faggin         |
| 1969 | Ferdinand Bracke    | Hugh Porter        | Peter Post             |
| 1970 | Hugh Porter         | Lorenzo Bosisio    | Charly Grosskost       |
| 1971 | Dirk Baert          | Charly Grosskost   | Hugh Porter            |
| 1972 | Hugh Porter         | Ferdinand Bracke   | Dirk Baert             |
| 1973 | Hugh Porter         | René Pijnen        | Ferdinand Bracke       |
| 1974 | Roy Schuiten        | Ferdinand Bracke   | René Pijnen            |
| 1975 | Roy Schuiten        | Knut Knudsen       | Dirk Baert             |
| 1976 | Francesco Moser     | Roy Schuiten       | Knut Knudsen           |
| 1977 | Gregor Braun        | Knut Knudsen       | Steve Heffernan        |
| 1978 | Gregor Braun        | Roy Schuiten       | Jean-Luc Vandenbroucke |
| 1979 | Bert Oosterbosch    | Francesco Moser    | Herman Ponsteen        |
| 1980 | Anthony Doyle       | Herman Ponsteen    | Hans-Henrik Ørsted     |
| 1981 | Alain Bondue        | Hans-Henrik Ørsted | Bert Oosterbosch       |
| 1982 | Alain Bondue        | Hans-Henrik Ørsted | Maurizio Bidinost      |
| 1983 | Steele Bishop       | Robert Dill-Bundi  | Hans-Henrik Ørsted     |
| 1984 | Hans-Henrik Ørsted  | Anthony Doyle      | Jean-Luc Vandenbroucke |
| 1985 | Hans-Henrik Ørsted  | Anthony Doyle      | Gregor Braun           |
| 1986 | Anthony Doyle       | Hans-Henrik Ørsted | Jesper Worre           |
| 1987 | Hans-Henrik Ørsted  | Jesper Worre       | Anthony Doyle          |
| 1988 | Lech Piasecki       | Anthony Doyle      | Jesper Worre           |
| 1989 | Colin Sturgess      | Dean Woods         | Régis Clère            |
| 1990 | Vjačeslav Ekimov    | Francis Moreau     | Armand de Las Cuevas   |
| 1991 | Francis Moreau      | Shaun Wallace      | Colin Sturgess         |
| 1992 | Mike McCarthy       | Shaun Wallace      | Artūras Kasputis       |
| 1993 | Graeme Obree        | Philippe Ermenault | Chris Boardman         |
| 1994 | Chris Boardman      | Francis Moreau     | Jens Lehmann           |
| 1995 | Graeme Obree        | Andrea Collinelli  | Stuart O'Grady         |
| 1996 | Chris Boardman      | Andrea Collinelli  | Francis Moreau         |
| 1997 | Philippe Ermenault  | Aleksej Markov     | Andrea Collinelli      |
| 1998 | Philippe Ermenault  | Francis Moreau     | Robert Bartko          |
| 1999 | Robert Bartko       | Jens Lehmann       | Mauro Trentini         |
| 2000 | Jens Lehmann        | Stefan Steinweg    | Robert Hayles          |
| 2001 | Oleksandr Symonenko | Jens Lehmann       | Stefan Steinweg        |
| 2002 | Bradley McGee       | Luke Roberts       | Jens Lehmann           |
| 2003 | Bradley Wiggins     | Luke Roberts       | Sergi Escobar          |
| 2004 | Sergi Escobar       | Robert Hayles      | Robert Bartko          |
| 2005 | Robert Bartko       | Sergi Escobar      | Levi Heimans           |
| 2006 | Robert Bartko       | Jens Mouris        | Paul Manning           |
| 2007 | Bradley Wiggins     | Robert Bartko      | Sergi Escobar          |
| 2008 | Bradley Wiggins     | Jenning Huizenga   | Aleksej Markov         |
| 2009 | Taylor Phinney      | Jack Bobridge      | Dominique Cornu        |
| 2010 | Taylor Phinney      | Jesse Sergent      | Jack Bobridge          |
| 2011 | Jack Bobridge       | Jesse Sergent      | Michael Hepburn        |
| 2012 | Michael Hepburn     | Jack Bobridge      | Westley Gough          |
| 2013 | Michael Hepburn     | Martyn Irvine      | Stefan Küng            |
| 2014 | Alexander Edmondson | Stefan Küng        | Marc Ryan              |
| 2015 | Stefan Küng         | Jack Bobridge      | Julien Morice          |
| 2016 | Filippo Ganna       | Domenic Weinstein  | Andrew Tennant         |
| 2017 | Jordan Kerby        | Filippo Ganna      | Kelland O'Brien        |
| 2018 | Filippo Ganna       | Ivo Oliveira       | Aleksandr Evtušenko    |
| 2019 | Filippo Ganna       | Domenic Weinstein  | Davide Plebani         |
| 2020 | Filippo Ganna       | Ashton Lambie      | Corentin Ermenault     |
| 2021 | Ashton Lambie       | Jonathan Milan     | Filippo Ganna          |
| 2022 | Filippo Ganna       | Jonathan Milan     | Ivo Oliveira           |
| 2023 | Filippo Ganna       | Daniel Bigham      | Jonathan Milan         |
| 2024 | Jonathan Milan      | Josh Charlton      | Daniel Bigham          |

## Medagliere
| Pos.   | Nazione        | Oro | Argento | Bronzo | Totale |
| ------ | -------------- | --- | ------- | ------ | ------ |
| 1      | Italia         | 18  | 13      | 15     | 46     |
| 2      | Gran Bretagna  | 14  | 10      | 9      | 33     |
| 3      | Australia      | 9   | 6       | 4      | 19     |
| 4      | Francia        | 8   | 9       | 7      | 24     |
| 5      | Paesi Bassi    | 7   | 8       | 9      | 24     |
| 6      | Germania       | 4   | 6       | 5      | 15     |
| 7      | Belgio         | 3   | 4       | 7      | 14     |
| 8      | Stati Uniti    | 4   | 1       | 0      | 5      |
| 9      | Germania Ovest | 4   | 0       | 3      | 7      |
| 10     | Danimarca      | 3   | 6       | 7      | 16     |
| 11     | Svizzera       | 1   | 7       | 2      | 10     |
| 12     | Spagna         | 1   | 1       | 2      | 4      |
| 13     | Russia         | 1   | 1       | 2      | 4      |
| 14     | Polonia        | 1   | 0       | 0      | 1      |
| 14     | Ucraina        | 1   | 0       | 0      | 1      |
| 16     | Nuova Zelanda  | 0   | 2       | 2      | 4      |
| 17     | Norvegia       | 0   | 2       | 1      | 3      |
| 18     | Lussemburgo    | 0   | 1       | 2      | 3      |
| 19     | Portogallo     | 0   | 2       | 0      | 2      |
| 20     | Irlanda        | 0   | 1       | 0      | 1      |
| 21     | Lituania       | 0   | 0       | 1      | 1      |
| Totale | Totale         | 79  | 79      | 79     | 231    |

| Pos. | Atleta             | Oro | Argento | Bronzo | Totale |
| ---- | ------------------ | --- | ------- | ------ | ------ |
| 1    | Filippo Ganna      | 6   | 1       | 1      | 8      |
| 2    | Hugh Porter        | 4   | 2       | 1      | 7      |
| 3    | Leandro Faggin     | 3   | 3       | 3      | 9      |
| 4    | Hans-Henrik Ørsted | 3   | 3       | 2      | 8      |
| 5    | Robert Bartko      | 3   | 1       | 2      | 6      |
| 6    | Guido Messina      | 3   | 0       | 1      | 4      |
| 7    | Roger Rivière      | 3   | 0       | 0      | 3      |
| 7    | Bradley Wiggins    | 3   | 0       | 0      | 3      |
| 9    | Ferdinand Bracke   | 2   | 4       | 1      | 7      |
| 10   | Anthony Doyle      | 2   | 3       | 1      | 6      |